# Nasi rames

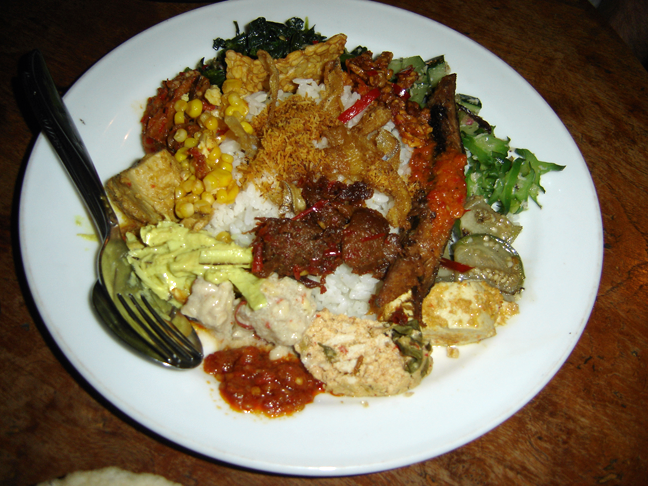
Nasi Campur op Bali

Nasi rames (Indisch) of nasi campur (Indonesisch) is een combinatie van Indische of Indonesische gerechten die, als een minirijsttafel, op één bord worden geserveerd. Deze schotel is noodgedwongen ontstaan tijdens de Tweede Wereldoorlog in Bandoeng in Nederlands-Indië. De Indische Truus van der Capellen, die daar leiding gaf aan een gaarkeuken tijdens de Japanse bezetting noemde het zo. Na vertrek uit het onafhankelijk geworden Indonesië introduceerde ze het gerecht in de jaren 1950 in Nederland waar het spoedig populair zou worden.

## Samenstelling nasi rames
Er is geen vaste samenstelling voor nasi rames. Chef-kok Agus Hermawan heeft ter ere van de nationale herdenking op 15 augustus  de 'klassieke versie' van nasi rames gemaakt.  Naast witte rijst zijn de ingrediënten van deze eenvoudige variant ui of sjalot, knoflook, sambal, trassi en eieren. 
In Nederlandse Indonesische restaurants wordt een luxere versie geserveerd. Deze bevat behalve witte rijst vaak enkele groentegerechten en een paar vleesgerechten. Voorbeelden van groente- of vleesgerechten die wel bij een nasi rames worden geserveerd zijn: rendang daging, gestoofd rundvlees; gulai ajam, kip met kerrie; sambal goreng boontjes, kruidige bonen; tjaptjoi, groenten; gado-gado; atjar tjampoer, zure groente; ajam smoor, kip met ketjap; telor boemboe bali, pittig gekookt ei; sajoer lodeh, groente in kokosmelk; sambal goreng kentang, kleine frietjes; saté; pindasaus; seroendeng en kroepoek.

## Geschiedenis

### Ontstaan van het recept in Nederlands-Indië
Voor zover bekend is het gerecht nasi rames geboren in gaarkeukens in Nederlands-Indië tijdens de Tweede wereldoorlog.
Vóór de Japanse bezetting waren er al op verschillende plekken in Nederlands-Indië gaarkeukens, opgezet in de crisisperiode vanaf 1934. Er heerste toen ernstige armoede in Bandung; het dagloon voor een ongeschoolde Indische of Indonesische arbeider was bijvoorbeeld 10 a 15 ct. In de mobilisatiedagen werd gestart met koken voor het jongenshuis van het Leger des Heils, waar 85 jongens woonden, voor een prijs van 5ct per portie. Deze menu's zijn later in hun geheel overgenomen door de gaarkeuken van Bandoeng. In de organisatie van het koken in het jongenshuis en de gaarkeukens speelden twee mensen een belangrijke rol, te weten  Tante Truus en Paatje : G.A. van der Capellen – Amade (‘Tante Truus’)  en haar man, H.J. van der Capellen (meestal  'Paatje' genoemd).  De gaarkeuken werd onder andere ondersteund door bijdragen van de gemeente Bandung en donaties.
In de oorlogsperiode werd achter het spoorwegstation van Bandoeng Centrum  centraal eten gekookt door en gratis verstrekt aan Indische Nederlanders. Na verloop van tijd ging de Japanse bezetter over tot internering van het bestuur, maar het echtpaar Van der Capellen bleef buiten schot en kon doorgaan met de gaarkeuken. Op enig moment werd het eten met karretjes naar bepaalde  wijken gebracht. In Bandoeng waren drie gemeentelijke gaarkeukens werkzaam: een Europese, een Chinese en een Indonesische. Tante Truus en Paatje kookten voor de laatste. Maakten ze aanvankelijk 178 porties per dag, in de Japanse jaren 1942-1945 was dit aantal uitgegroeid tot 8500 porties per dag. Het gerecht dat geserveerd werd onder de romoesja’s (de Indonesische jongens die voor de Japanners op de eilanden in dwangarbeiderskampen moesten werken) bestond uit een bordje rijst met voedzame groenten, wat vlees en sambal. Later vertelde Tante Truus  dat de eigenlijke benaming Nasi remus (verkruimelde rijst) had moeten zijn. 
Aan het einde van en ook na de oorlog werden er 10.000 porties per dag verstrekt waarvoor een ton groenten verwerkt werd,
, één ons groenten per persoon.
. Ondanks talloze hindernissen die door Japanse en Indonesische instanties werden opgelegd, bleef de gaarkeuken draaien, ook in de naoorlogse jaren. De Indonesische gaarkeuken, onder leiding van het echtpaar Van der Capellen bleef tot het eind 1945/begin 1946 – toen onder de vlag van het Rode Kruis – in functie.
Toen de Europese gaarkeuken op 1 april 1945 werd gesloten, nam de BOGi (Badan Oeroesan Golongan Indo - Raad ter behartiging van de belangen van Indo's) deze over..

### Verbreiding in Nederland
Na de repatriëring in juli 1950 kwam het echtpaar Van der Capelle voor rust en herstel van gezondheid naar Nederland en bracht haar recept voor nasi rames mee. De verwachting was dat het echtpaar na het verlof terug zou keren naar Bandung, maar het bleef in Nederland. Tante Truus en haar man gingen wonen in wat ze noemde, het 'rijstpikkerstraatje', in Santpoort. Graag wilden zij werken voor de gerepatrieerden, maar vanwege het ontbreken van diploma's en de gevorderde leeftijd was er geen werk te vinden voor het echtpaar. In de jaren die volgden slaagden ze er echter in nasi rames te introduceren in verschillende restaurants, waarmee het al snel grote faam verwierf. In 1951 begon de opmars bij restaurant Corona in Haarlem, waarna in 1952 het Scheveningse hotel-café-restaurant Splendid volgde  en in 1954 restaurant Cecil in Den Haag. In 1955 werd de wensdroom van Tante Truus werkelijkheid: een eigen restaurant in het midden van de stad: Restaurant Oud-Indië in Den Haag. In 1961 openden ze een eigen toko, eveneens in Den Haag.
In de loop van de jaren 1960  werd nasi rames in Nederland een begrip, niet alleen onder de Indische gemeenschap, maar later ook in Indonesië (daar bekend als Nasi rames  of Nasi Campur) en in Suriname. Ook namen vrijwel alle Indische, Indisch-Chinese en Chinees-Indische restaurants nasi rames in hun menu’s op. Nasi rames werd zo populair dat Tante Truus  het in 1970 zelfs hoogstpersoonlijk aan koningin Juliana serveerde, bij de 25e nationale herdenking van de overgave van Japan.
In de kookboeken voor Indische recepten van voor de Tweede Wereldoorlog zal men tevergeefs zoeken naar het recept van nasi rames.

### Eerbetoon Tante Truus
Op 31 januari 1946, de verjaardag van Prinses Beatrix, werden namens de Geallieerde strijdkrachten door Generaal Mac Donald de heer en mevrouw Van de Capellen onderscheiden voor het werk in de gaarkeuken tijdens de bezetting. In 1950 werd Tante Truus geridderd in de Orde van Oranje-Nassau. in de Rio-Club in Bandung. In 2017 werd bij de Pasar Malam (nu Tong Tong Fair) op het Toernooiveld nog steeds een “Tante Truus en Paatje” straatnaam gebruikt wordt ter indicatie waar men zich op de plattegrond bevindt.
Geertrude Huberta van der Capellen - Amade (Tante Truus), geboren 1901, overleed op 11-07-1989 op de leeftijd van 88 jaar.